# Critérium Continental
Critérium Continental är ett travlopp för 4-åriga varmblodstravare som körs på Vincennesbanan i Vincennes utanför Paris i Frankrike varje år i slutet av december under det franska vintermeetinget. Det är ett Grupp 1-lopp, det vill säga ett lopp av högsta internationella klass. Loppet körs över 2100 meter. Förstapris är 108 000 euro samt en inbjudan till att delta i världens största travlopp Prix d'Amérique.

## Vinnare
| År   | Häst              | Kusk                 | Tränare             | Tid    | Tvåa               | Trea               |
| ---- | ----------------- | -------------------- | ------------------- | ------ | ------------------ | ------------------ |
| 2024 | Keep Going        | Mathieu Mottier      | Mathieu Mottier     | 1.09,7 | East Asia          | Crown              |
| 2023 | Jushua Tree       | Jean-Michel Bazire   | Jean-Michel Bazire  | 1.09,8 | Josh Power         | Just Love You      |
| 2022 | Idao de Tillard   | Clément Duvaldestin  | Thierry Duvaldestin | 1.10,3 | Imhatra AM         | Callmethebreeze    |
| 2021 | Hohneck           | François Lagadeuc    | Philippe Allaire    | 1.10,4 | Hussard du Landret | Hooker Berry       |
| 2020 | Gu d'Héripré      | Franck Nivard        | Philippe Billard    | 1.11,0 | Goldy Mary         | Go On Boy          |
| 2019 | Face Time Bourbon | Björn Goop           | Sébastien Guarato   | 1.10,6 | Fleche du Yucca    | Frisbee d’Am       |
| 2018 | Eridan            | David Thomain        | Sébastien Guarato   | 1.10,3 | Vitruvio           | Earl Simon         |
| 2017 | Doria Desbois     | Matthieu Abrivard    | Christophe Feyte    | 1.10,7 | Dream Life         | Délia du Pommereux |
| 2016 | Treasure Kronos   | Christoffer Eriksson | Jerry Riordan       | 1.11,8 | Day or Night In    | Charly du Noyer    |
| 2015 | Bold Eagle        | Franck Nivard        | Sébastien Guarato   | 1.10,5 | Specialess         | Bird Parker        |
| 2014 | Tumble Dust       | Björn Goop           | Tomas Malmqvist     | 1.10,7 | Amiral Sacha       | Backfire           |
| 2013 | Victoire          | Mathieu Mottier      | Danielle Mottier    | 1.12,4 | Village Mystic     | Viking de Val      |
| 2012 | Un Mec d'Héripré  | Matthieu Abrivard    | Fabrice Souloy      | 1.10,3 | Uhlan de Val       | Up And Quick       |
| 2011 | Timoko            | Richard Westerink    | Richard Westerink   | 1.11,6 | Kadett C.D.        | The Best Madrik    |
| 2010 | Severino          | Christian Bigeon     | Christian Bigeon    | 1.12,1 | Save The Quick     | Zorro Photo        |
| 2009 | Rolling d'Héripré | Jean-Michel Bazire   | Fabrice Souloy      | 1.11,2 | Noras Bean         | Rancho Gede        |